# Albert King
Albert King, rodným jménem Albert Nelson (25. dubna 1923 Indianola, Mississippi – 21. prosince 1992 Memphis, Tennessee) byl americký bluesový kytarista a zpěvák. Na kytaru hrál levou rukou, jako například Jimi Hendrix. Nejčastěji hrál na pro bluesovou hudbu netradiční kytaru Gibson Flying V. V roce 1983 byl uveden do Blues Hall of Fame. V roce 2013 pak posmrtně do Rock and Roll Hall of Fame.